# Hermann Struve
Karl Hermann Struve (3 de outubro de 1854 — 12 de agosto de 1920) foi um astrônomo alemão do Báltico. Em russo, seu nome às vezes é dado como alemão Ottovich Struve (Герман Оттович Струве) ou alemão Ottonovich Struve (Герман Оттонович Струве).
Hermann von Struve fazia parte do famoso grupo de astrônomos da família Struve, que também incluía seu avô Friedrich Georg Wilhelm von Struve, pai Otto Wilhelm von Struve, irmão Ludwig Struve e sobrinho Otto Struve. Ao contrário de outros astrônomos da família Struve, Herman passou a maior parte de sua carreira na Alemanha. Dando continuidade à tradição familiar, a pesquisa de Struve se concentrou em determinar as posições de objetos estelares. Ele era particularmente conhecido por seu trabalho em satélites de planetas do Sistema Solar e pelo desenvolvimento do método intersatélite para corrigir sua posição orbital. A função matemática de Struve tem o nome dele.

## Biografia
Herman nasceu em 1854 em Tsarskoye Selo, uma antiga residência russa da família imperial e da nobreza visitante, localizada 26 quilômetros (16 milhas) ao sul do centro de São Petersburgo. Ele frequentou o ginásio em Vyborg e em 1872 entrou na Universidade Imperial de Dorpat (agora conhecida como Tartu). Enquanto estudava lá, em 1874-1875, Struve participou de uma expedição para observar o trânsito de Vênus através do disco solar. Essa observação foi realizada em Port Poisset, na costa oriental asiática. Após a formatura em 1877, ele se tornou membro do Observatório de Pulkovo e foi enviado ao exterior para estudos de pós-graduação de dois anos. Acompanhado do marido da prima, Struve se hospedou em várias cidades, incluindo Straßburg (Estrasburgo), Paris, Milão, Graz e Berlim, aprendendo com celebridades como Helmholtz, Kirchhoff, Boltzmann and Weierstrass. Depois de retornar à Rússia, ele se juntou à equipe do Observatório Pulkovo, estudando os satélites de Saturno, entre outras coisas.
Em 1881, Struve obteve seu mestrado na Universidade Imperial de Dorpat, com as mais altas honras, e em 1882 defendeu uma tese de doutorado na Universidade de São Petersburgo (Pulkovo não tinha instituições de ensino associadas). Ambos os trabalhos foram na área da ótica, em particular, a dissertação de mestrado foi intitulada "Sobre o fenómeno de interferência de Fresnel - trabalho teórico e experimental" - segundo o próprio Struve, apesar das tradições familiares, não pretendia então tornar-se astrónomo. Mais tarde, porém, ele ficou animado com o projeto de seu pai de construir um telescópio de 30 polegadas em Pulkovo, com suas fantásticas novas possibilidades de observação. Struve fez uso extensivo desse telescópio em seu trabalho. Em 1883, foi nomeado astrônomo adjunto do Observatório de Pulkovo.
Naquela época, a família Struve era altamente respeitada na Rússia e no czar Alexandre III desejava muito que Hermann sucedesse a seu pai Otto como diretor do Observatório de Pulkovo. No entanto, Hermann recusou educadamente a oferta, mencionando que ele estava no meio de observações cruciais de Saturno que seriam interrompidas por tarefas administrativas. Em 1890, Struve foi nomeado astrônomo sênior em Pulkovo com o claro entendimento de que deveria se tornar diretor após concluir seu trabalho em Saturno. No entanto, a morte de Alexandre III em 1894 libertou Struve dessa tarefa. Visões pró-russas estavam se desenvolvendo gradualmente na sociedade russa, incluindo a ciência, e os estrangeiros se sentiam cada vez mais alienados. Portanto, quando em 1895 Struve foi oferecido o cargo de professor na Universidade de Königsberg, ele aceitou de bom grado e mudou-se com sua família para a Alemanha. Struve também foi convocado para resgatar o Observatório de Berlim. Foi então localizado no centro de Berlim, onde as observações astronômicas não eram práticas e os aluguéis eram muito altos, e as discussões sobre sua realocação foram interrompidas. Struve conseguiu vender o antigo local do observatório de forma tão lucrativa que pôde construir um novo observatório do zero. O local foi escolhido em Neubabelsberg, perto de Potsdam e a 25 quilômetros (16 milhas) do centro de Berlim, e a nova instituição foi batizada de Observatório Berlin-Babelsberg. Lá, ele começou a instalar um refrator Zeiss de 26 polegadas e um refletor de 48 polegadas, que se tornaria o maior telescópio da Alemanha. Embora ele não tenha conseguido operá-los devido aos atrasos causados pela Primeira Guerra Mundial, o refrator foi muito usado por seu filho Georg, e o refletor por seu neto menos conhecido Wilfried.

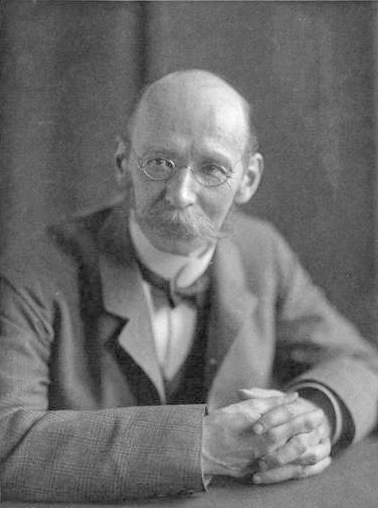
Hermann von Struve

Em 1905, Struve se tornou professor da Universidade de Berlim e de 1904 até sua morte em 1920, ele atuou como diretor do Observatório Berlin-Babelsberg. A morte de Struve foi acelerada por uma doença cardíaca da qual ele sofreu durante seus últimos anos e por uma queda feia de um bonde em 1919. Ele quebrou uma coxa, enquanto se recuperava em um sanatório em Bad Herrenalb morreu de ataque cardíaco.

## Assuntos de família
Enquanto muitos colegas descreveram Struve como uma pessoa severa e séria, dentro de sua família ele era visto como um homem culto, que gostava de música e amigos e tinha muito orgulho das tradições da família Struve. No entanto, mesmo entre parentes, ele era conhecido como inflexível em questões de princípios. 
Em 1885, Struve se casou com a filha de um primo de seu pai. Eles tiveram um filho, Georg Otto Hermann, e uma filha, Elisabeth. George nasceu em 29 de dezembro de 1886 em Tsarskoye Selo, na Rússia, e mais tarde se tornou um astrônomo famoso. A esposa de Hermann, Eva Struve, desempenhou um papel importante no resgate de seu sobrinho Otto. Depois de escapar da Rússia Soviética em 1920, por um ano e meio ele ficou sem um tostão na Turquia. Otto escreveu ao tio pedindo ajuda, sem saber de sua morte, mas Eva pediu ajuda a Paul Guthnick, o sucessor de seu falecido marido no Observatório de Berlim-Babelsberg. Considerando que Guthnick não estava em posição de oferecer um emprego a Struve na Alemanha, ele recomendou Struve ao diretor do Observatório Yerkes em Chicago, que não só encontrou um emprego para Struve em Yerkes, mas também arranjou um visto para ele e pagou por sua viagem.

## Pesquisa
Como acontece com todos os astrônomos da família Struve, Herman estava trabalhando principalmente no estabelecimento da posição e dos movimentos de estrelas simples e duplas e satélites dos planetas do Sistema Solar. Em 1885, um telescópio refrator de 30 polegadas foi instalado em Pulkovo, na época o maior do mundo. Struve foi o primeiro usuário desse telescópio, que ele usou principalmente para determinar as posições de um grande número de estrelas duplas. Seu outro tópico importante era Saturno, mas ele também estudou Marte, Netuno e a quinta lua de Júpiter. Ele não podia observar Urano de Pulkovo porque ficava muito ao sul. Em 1888, Struve descobriu a libração de Hipérion (a sétima lua de Saturno) e a explicou pela ação perturbadora da maior lua de Saturno, Titã. No mesmo ano, ele introduziu um método intersatélites para corrigir a posição orbital dos satélites. O método teve bastante sucesso porque os erros sistemáticos nas observações visuais de alguns planetas, como Marte, eram inaceitavelmente grandes. Struve, no entanto, percebeu que o método tinha falhas e recomendou a combinação de medições planeta / satélite e intersatélites. Em 1892, Struve descobriu a libração de duas outras luas de Saturno, Mimas e Enceladus. Suas observações da lua de Marte, Fobos, foram mais tarde usadas por B. Sharpless no estudo da aceleração secular de sua órbita.
Struve era conhecido não apenas como astrônomo, mas também como matemático. Em 1882, ele introduziu uma função para descrever a intensidade de uma linha luminosa. Esta função também descreve soluções da equação diferencial de Bessel; portanto, é amplamente usado em matemática e é denominado função de Struve.
Depois de se mudar para o Observatório de Königsberg, Struve construiu um telescópio refrator de 32,5 polegadas lá e continuou seu trabalho nas luas de Saturno, cujas últimas observações ele fez em 1916. Seus outros tópicos incluíram um estudo de refração atmosférica, paralaxes estelares, desenhos de Júpiter, determinação da posição do equador de Marte.

## Prémios e honrarias
- 1903 - Medalha de Ouro da Royal Astronomical Society[12]